# Junkers K 16
Junkers K 16 – niemiecki, niewielki samolot pasażerski produkowany w latach 1921–1925 w zakładach Junkersa

## Historia
Pierwszy lot odbył 3 marca 1921 roku. Wyprodukowany w liczbie 17 egzemplarzy. Oprócz pilota mógł zabrać na pokład dwoje pasażerów. Przeznaczony był dla lotów biznesowych w większych przedsiębiorstwach, ale używano go także w zawodach sportowych.
Do jego budowy wykorzystano doświadczenie zdobyte przy budowie nieudanego modelu J 15. Z powodu restrykcji nałożonych przepisami traktatu wersalskiego prototypowy egzemplarz został rozmontowany i złożony w Holandii, gdzie odbywały się loty próbne.
Otwarte miejsce pilota znajdowało się z przodu samolotu, przed kabiną pasażerską. Maszyna charakteryzowała się niskim osadzeniem kabiny, co ułatwiało pasażerom wsiadanie. W stosunku do prototypu z 1921 roku zwiększono rozpiętość skrzydeł o ok. 1,8 m. K 16 był pierwotnie wyposażony w silnik gwiazdowy Siemens & Halske Sh4 chłodzony powietrzem o mocy jedynie 65 KM (47 kW), który okazał się zbyt słaby. Montowano następnie silniki Siemens Sh5 (63 kW), Bristol Lucifer (74 kW), Siemens Sh12 (92 kW) oraz - w egzemplarzach przeznaczonych na eksport do Czechosłowacji - Walter-Motor (96 kW).